# Штефані Вальх-Ґасснер
Штефані Вальх-Ґасснер (нім. Stefanie Walch-Gassner) — німецький астроном, спеціаліст із динаміки міжзоряного середовища, професор в Кельнського університету, віце-президентка Німецького астрономічного товариства.

## Біографія
Штефані Вальх-Ґасснер вивчала фізику в Регенсбурзькому університеті. Отримала ступінь доктора філософії в Мюнхенському університеті Людвіга-Максиміліана. Потім працювала постдоком в Кардіффському університеті у Великій Британії та в Інститут астрофізики Товариства Макса Планка в Гархінзі. 2013 року вона стала професором теоретичної астрофізики в Кельнському університеті.

## Дослідження
Дослідження Штефані Вальх-Ґасснер зосереджені на тривимірному моделюванні динаміки міжзоряного середовища та, зокрема, зореутворенні. Серед її досліджень - формування молекулярних хмар під час спалахів наднових зір, вплив іонізуючого випромінювання, формування нових зір в карликових галактиках і т.д.
Станом на грудень 2022 року має 85 наукових публікацій та індекс Хірша рівний 44.

## Дивіться також
- Іонізуюче випромінювання
- Наднова зоря
- Зореутворення
- Турбулентна течія
- Водень
- Ізотермічний процес
- Молекулярна хмара